# Jürg Obrist
Pour les articles homonymes, voir Obrist.
Jürg Obrist, né le 20 décembre 1947 à Zurich, est un graphiste et auteur suisse.

## Biographie
Après des études de photographe, il s’installe aux États-Unis où il commence une carrière d’illustrateur. En 1978 paraît le premier livre pour enfants (They do things right in Albern) dont il est l’illustrateur. De retour en Suisse, Obrist se consacre à l’illustration et à la littérature jeunesse.
En 1997, il reçoit la Plaque d'Or de la Biennale d'illustration de Bratislava (BIB), pour ses illustrations de Die Aludose und die leisen Lieder.
En 2022, il est sélectionné pour le prestigieux prix international, le Prix commémoratif Astrid-Lindgren.

## Œuvre
Titres publiés en français :
- Valérie et le roi Teddy (1995)  (ISBN 3314209010)
- Le voleur de miel (2000)  (ISBN 9783314212604)
- Lenoir et Blanc en voient de toutes les couleurs (2003)  (ISBN 978-2742743483)
- Lenoir et Blanc en voient des vertes et des pas mûres (2003)  (ISBN 2742743499)
- Lenoir et Blanc ne sont pas des bleus (2006)  (ISBN 2742761586)
- Lenoir et Blanc ont carte blanche à New York (2008)  (ISBN 2742774157)
- Les enquêtes du commissaire Maroni (2010)  (ISBN 2742790888)
- Un zèbre est un zèbre (2012)  (ISBN 978-9954486542)

## Prix et distinctions
- 1997 : Plaque d'Or de la Biennale d'illustration de Bratislava (BIB)[1] pour ses illustrations de Die Aludose und die leisen Lieder
- 2022 :  Sélection pour le Prix commémoratif Astrid-Lindgren[2]